# Albino Rookery
Koordinaten: 68° 28′ S, 78° 10′ O
Die Albino Rookery ist eine 5 m hoch gelegene Brutkolonie der Adeliepinguine an der Ingrid-Christensen-Küste des ostantarktischen Prinzessin-Elisabeth-Lands. Sie liegt auf der Langnes-Halbinsel in den Vestfoldbergen.
Der australische Funker Ronald W. McLean hatte hier im Dezember 1969 einen Albinopinguin entdeckt, der namensgebend für die 1971 vom Antarctic Names Committee of Australia vorgenommene Benennung war.